# SN 2002fo
SN 2002fo – supernowa nieznanego typu odkryta 12 kwietnia 2002 roku w galaktyce A140129+0514. W momencie odkrycia miała maksymalną jasność 24,70m.